# Cheilosia lucens
Cheilosia lucens är en tvåvingeart som först beskrevs av Herve-bazin 1930.  Cheilosia lucens ingår i släktet örtblomflugor, och familjen blomflugor. Inga underarter finns listade i Catalogue of Life.